# Brođani
Brođani is een plaats in de gemeente Karlovac in de Kroatische provincie Karlovac. De plaats telt 124 inwoners (2001).